# Psorophora varinervis
Psorophora varinervis är en tvåvingeart som beskrevs av Edwards 1922. Psorophora varinervis ingår i släktet Psorophora och familjen stickmyggor. Inga underarter finns listade i Catalogue of Life.